# Изложба „Нови чланови” (1960)
Изложба „Нови чланови” се одржала у периоду од 3. до 10. марта 1960. године у Уметничком павиљону „Цвијета Зузорић”.

## Излагачи
1. Маринко Бензон
2. Светислав Ђурић
3. Милорад Јанковић
4. Јарослав Кандић
5. Радован Крагуљ
6. Бранко Манојловић
7. Мирјана Мареш
8. Трајко Меденица
9. Милинко Миковић
10. Живорад Милошевић
11. Бранко Миљуш
12. Велизар Михић
13. Муслим Мулићи
14. Зоран Павловић
15. Миодраг Петровић
16. Бранислав Протић
17. Мирослав Протић
18. Маријан Савиншек
19. Светозар Сакић
20. Милић Станковић
21. Олга Тиран
22. Владислав Тодоровић
23. Десанка Пантелић Томановић
24. Лепосава Туфегџић